# Улица Лазарева (Казань)
Улица Лазарева (тат. Лазарев урамы, Lazaref uramı) — небольшая улица в историческом районе Пороховая слобода Кировского района Казани. Названа в честь адмирала Михаила Лазарева.

## География
Начинаясь от улицы Болотникова пересекает улицу Репина, Солнечный переулок и заканчивается пересечением с улицей Богатырёва. Ближайшие параллельные улицы — Солнечная и Токарная.

## История
Местность, занятая улицей была частично заселена ещё до революции, однако сама улица начинает упоминаться с середины 1920-х годов под названием Ольгинская. В конце 1920-х – начале 1930-х годов кварталы 16-24 слободы Восстания (Ольгинская улица разделяла кварталы №№ 17 и 18) были отданы заводу № 40 (пороховой завод) под застройку четырёхэтажными каменными домами, однако этот план был реализован лишь в виде двух домов на Солнечной улице.
1 октября 1953 года улице было присвоено современное название.
На 1963 год улица имела более 10 домовладений (№№ 1–15 по нечётной стороне и №№ 6–14 по нечётной). В конце 1960-х – начале 1970-х годов часть улицы, примыкавшая к улице Болотникова, была застроена хрущёвками; вторая волна застройки многоэтажными жилыми домами пришлась на начало XXI века.
После вхождения Пороховой слободы в состав Казани улица вошла в состав слободы Восстания, административно относившейся к 6-й городской части. После введения в городе деления на административные районы входила в состав Кировского района.

## Транспорт
Общественный транспорт по улице не ходит. Ближайшая остановка общественного транспорта — «Болотникова» (автобус, троллейбус) на одноимённой улице.

## Объекты
- № 2 — кооперативный дом.[20]
- № 3 — жилой дом льнокомбината[тат.] (снесён).[21]
- № 5 — жилой дом Татарской специальной научно-реставрационной мастерской.[22]
- № 9 — здание комбината полуфабрикатов; ныне занято мебельным магазином.[23]
- пересечение с Солнечным переулком — баня № 6 (бывшая порохового завода).[24]
- № 16 (строится) — административное здание управления войск национальной гвардии по РТ.[25][26]